# Aerodramus
Aerodramus és un gènere de petites aus fosques, que nidifiquin en coves i que pertanyen a la tribu dels Collocaliini, dins la família dels apòdids. Es coneixen amb el non de salanganes. Els seus membres habiten a les regions tropicals i subtropicals d'Àsia meridional, Sud-est asiàtic, Oceania i nord-est d'Austràlia. El que distingeix els membres d'aquest gènere d'altres apòdids, i de fet gairebé de totes les altres aus, és la capacitat per utilitzar una forma simple però eficaç d'ecolocalització. Això els permet navegar dins de les coves on crien i dormen.

## Morfologia
En molts aspectes aquests ocells són falciots típics, amb fines ales que el permeten un vol ràpid. Una gran obertura bucal amb un bec petit, envoltat de truges per a la captura d'insectes en vol. Tenen un plomatge principalment en tons negres, marrons i gris. Solen ser marró fosc per sobre, de vegades amb les cobertores caudals pàl·lides, marró més lluminós per sota, gola més pàl·lida i de color blanc brut sota les ales. Les «aixelles» de color marró fosc. Ambdós sexes tenen aparença similars. En algunes espècies els joves tenen franges pàl·lides a les primàries i secundàries. Com en altres falciots, les potes són molt curtes, el que fa impossible que es puguen parar a una perxa i només els permet adherir-se a superfícies verticals. Fan 9 – 16 cm de llargària, amb un pes de 8 – 35 grams. Les diferents espècies són molt semblants, no distingint-se les espècies als llocs on habiten més d'una.

## Ecologia
La major part de les espècies viuen a la regió tropical i no migren. Llur distribució està limitada a l'Àsia tropical, Oceania, nord-est d'Austràlia i illes de l'oceà Índic, amb la major diversitat al sud-est asiàtic, Indonèsia i Nova Guinea. Diverses espècies estan restringides a illes petites, i llurs limitades distribucions els fan vulnerables.
Són ocells insectívors que capturen les preses al vol.
Es reprodueixen en colònies a l'interior de coves, que durant el dia abandonen per buscar el menjar i tornar a descansar de nit. Són monògams i els dos membres de la parella participen en la cura de les cries. Els mascles realitzen exhibicions aèries per atraure les femelles i l'aparellament es produeix en el niu. L'època de reproducció es solapa amb la temporada de pluges, que correspon a un augment de població d'insectes.
Ponen més o menys ous en funció de la ubicació i la font d'aliment, però en general la posta serà d'1 – 2 ous blancs. Alguns construeixen els seus nius molt alts en la cova o en racons foscos de les parets. Els membres d'aquest gènere fan servir la saliva per construir el niu, en algunes espècies sense cap més material. Aquests nius es col·lectin per fer amb ells la sopa de niu d'ocell, una delicadesa culinària xinesa, que ocasiona que els preus d'aquest article siguin molt alts. La sobreexplotació està posant en perill les poblacions de les dues espècies amb nius més apreciats: Aerodramus fuciphagus i Aerodramus maximus.
El gènere Aerodramus és d'especial interès a causa de l'ús que fa de l'ecolocalització. Utilitzen aquesta tècnica per navegar en la foscor de les coves on es reprodueixen i descansen de nit. Només una altra espècie d'au té aquesta capacitat: l'ocell de l'oli.

## Taxonomia
Aquest gènere està format per 28 espècies:
- salangana de Guam (Aerodramus bartschi)
- salangana de l'Himàlaia (Aerodramus brevirostris)
- salangana de les Seychelles (Aerodramus elaphrus)
- salangana de les Mascarenyes (Aerodramus francicus)
- salangana de niu blanc (Aerodramus fuciphagus)
- salangana de Germain (Aerodramus germani). Ang: Germain's Swiftlet.
- salangana muntanyenca (Aerodramus hirundinaceus)
- salangana de les Moluques (Aerodramus infuscatus)
- salangana de Sulawesi (Aerodramus sororum). Ang: Sulawesi Swiftlet.
- salangana de Seram (Aerodramus ceramensis). Ang: Seram Swiftlet.
- salangana de les Carolines (Aerodramus inquietus)
- salangana de la Polinèsia (Aerodramus leucophaeus)
- salangana de les Marqueses (Aerodramus ocistus). Ang: Marquesan Swiftlet.
- salangana de niu negre (Aerodramus maximus)
- salangana de les Filipines (Aerodramus mearnsi)
- salangana camanua (Aerodramus nuditarsus)
- salangana de Mayr (Aerodramus orientalis)
- salangana de Nova Guinea (Aerodramus papuensis)
- salangana de les Palau (Aerodramus pelewensis)
- salangana de la Sonda (Aerodramus salangana)
- salangana d'Atiu (Aerodramus sawtelli)
- salangana de carpó blanc (Aerodramus spodiopygius)
- salangana australiana (Aerodramus terraereginae)
- salangana de Malabar (Aerodramus unicolor)
- salangana de Vanikoro (Aerodramus vanikorensis)
- salangana d'Ameline (Aerodramus amelis). Ang: Ameline Swiftlet.
- salangana dels volcans (Aerodramus vulcanorum)
- salangana de Whitehead (Aerodramus whiteheadi)